# Lycocorax
Lycocorax is een geslacht van zangvogels uit de familie paradijsvogels (Paradisaeidae). Er zijn twee soorten die beide voorkomen in het noorden van de Molukken.

## Soorten
- Lycocorax obiensis – Obiparadijskraai
- Lycocorax pyrrhopterus – Halmaheraparadijskraai

## Verspreidingskaart

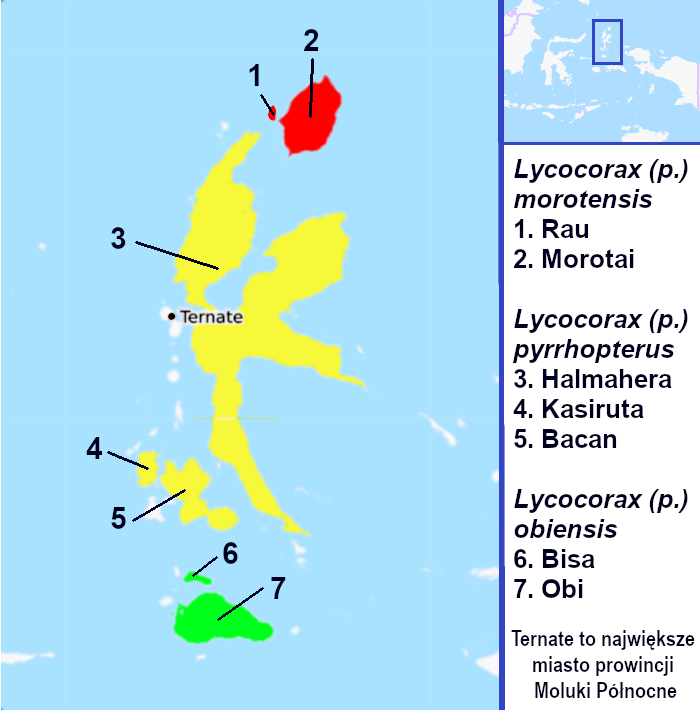